# Doryopteris kitchingii
Doryopteris kitchingii är en kantbräkenväxtart som först beskrevs av Bak., och fick sitt nu gällande namn av Roland Napoléon Bonaparte. Doryopteris kitchingii ingår i släktet Doryopteris och familjen Pteridaceae. Inga underarter finns listade.